# Amt Rheinsberg (Prinzliches Amt)
Das Amt Rheinsberg war ein königlich-preußisches Domänenamt, das seit 1734 der Versorgung des erstgeborenen preußischen Prinzen, den späteren König Friedrich II. diente. Es wurde aus der früheren in Adelsbesitz befindlichen Herrschaft Rheinsberg gebildet und war kein gewöhnliches landesherrliches Domänenamt, sondern wurde als königlicher Familienbesitz betrachtet. Erster Nutznießer war Kronprinz Friedrich, der spätere Friedrich II. Auf ihn folgte nach dessen Thronbesteigung dessen Bruder Prinz Heinrich. Es diente danach der Versorgung der nachgeborenen Prinzen der preußischen Könige. Residenzort war das erst 1717 zur Stadt erhobene Rheinsberg im heutigen Landkreis Ostprignitz-Ruppin (Brandenburg).

## Geschichte
1291 wird ein Gerhardus de Rynesberge genannt. Es ist die erste urkundliche Erwähnung des Ortes Rheinsberg. Die Ursprünge der Herrschaft verlieren sich mangels Urkunden im Dunkeln. Sie könnte wie auch die Herrschaft Ruppin und die Herrschaft Wusterhausen als eigenständige Herrschaft während des Wendenkreuzzugs von 1147 entstanden sein.

## Herrschaft Rheinsberg
Die von Rheinsberg haben die Herrschaft bald darauf verloren (oder das Geschlecht ist erloschen), und die Herrschaft kam vor 1315 in den direkten Besitz der Grafen von Lindow, die sie allerdings noch vor 1418 weiter verlehnten an die von Plote/Plotho. 1460 starb Achim von Plate/Plote ohne männliche Erben. Die Tochter des Achim, Anna von Plate heiratete den Bernd von Bredow von Kremmen, der daraufhin die Herrschaft Rheinsberg übernahm.
1465 erhielt Bernd von Bredow die Belehnung mit der Herrschaft Rheinsberg durch die Grafen Johann und Jacob von Lindow. Auf ihn folgte sein Sohn Joachim, der in erster Ehe mit einer von Grabow, in zweiter Ehe mit einer von der Schulenburg verheiratet war. Nach dem Aussterben der Grafen von Lindow und dem Heimfall der Herrschaft Ruppin wurde er 1524 vom brandenburgischen Kurfürsten Joachim I. mit Rheinsberg belehnt. In die gesamte Hand aufgenommen wurde sein Bruder Heinrich von Bredow. Sein Bruder Lippold von Bredow, der nicht im Lande war, erhielt Aufschub bis zu seiner Rückkehr, die gesamte Hand nachzusuchen. Auf Achim von Bredow, der 1526 starb, folgte sein Sohn Jobst (I.) von Bredow, der mit Anna von Hahn verheiratet war. Jobst (I.) von Bredow starb 1539. Anna von Hahn stiftete als Witwe die Kanzel in der Rheinsberger Kirche. Im Schossregister von 1542 wird schon Jost von Bredowen seliger Huesfrowe tho Rinsberg genannt. Auf ihn folgte dessen Sohn Joachim von Bredow, Dompropst in Havelberg, der mit Anna von Arnim verheiratet war. Er hatte vier Töchter und drei Söhne. Er starb 1594. Das Verzeichnus aller Herrn und vom Adell vom Ende des 16. Jahrhunderts nennt die Bredows nur allgemein. Nachfolger in der Herrschaft Rheinsberg war der Sohn Jobst (II.) von Bredow, der später in die Niederlausitz übersiedelte. Er erwarb dort 1623 die Herrschaft Neu Zauche und die Herrschaft Lübbenau; und er war dort Landesältester des Krumspreeischen Kreises. Er war mit Katharina von Arnim verheiratet. Jobst (II.) von Bredow hatte zuvor 1618 die Herrschaft Rheinsberg an Cuno von Lochow, Domherr zu Magdeburg verkauft.
Cuno (III.) von Lochow wurde am 10. Mai 1583 als Sohn des Caspar (II.) von Lochow und seiner Frau Anna von der Hagen in Nennhausen (Lkr. Havelland) geboren. Er studierte an der Universität in Frankfurt (Oder). Danach ging er auf Reisen in Deutschland. 1607 war er schon Mitglied des Magdeburger Domkapitels, 1613 wurde er auch Dompropst in Havelberg. Am 27. Juli 1618 erhielt er die Belehnung mit Rheinsberg durch Kurfürst Johann Sigismund. An Lehngeld musste er 216 Taler entrichten. Er ließ die Herrschaft Rheinsberg von Daniel Schulzen verwalten. Am 16. Mai 1623 starb er in Magdeburg und ist dort im Dom begraben. Die Herrschaft Rheinsberg fiel nun an seine Vettern Ludwig, Heinrich und Georg von Lochow. Am 3. Mai 1624 empfing Ludwig, auch in Namen seiner Brüder Heinrich und Georg die Belehnung mit Rheinsberg.
Georg, der mit Ilse von Stechow verheiratet war, hatte keine männlichen Erben. Heinrich hatte nur einen Sohn Georg Ludwig (* 1617), der 1650 unter Hinterlassung von zwei nicht erbberechtigten Töchtern starb. Ihre Anteile fielen an ihren Bruder Ludwig.
Ludwig von Lochow war Domherr in Zeitz und seit 1592 (oder 1598) Propst des Domkapitels in Brandenburg an der Havel. Er resignierte die Propstei vermutlich 1624. Er war mit Anna Sophie von Alvensleben, Tochter des Fürstlich Braunschweigischen Hofmeisters Friedrich von Alvensleben, verheiratet und hatte mit ihr vier Söhne und eine Tochter. Zwei Söhne starben früh, ebenso die Tochter. Ludwig starb am 10. Januar 1630. Die zwei Söhne Christoph Heinrich (* 1625) und Georg Friedrich (* 1619) waren beim Tod ihres Vaters noch minderjährig. Georg Friedrich starb schon 1640, sodass dessen Anteil an Christoph Heinrich fiel. 1650 heirateten Christoph Heinrich von Lochow auf Rheinsberg und Zeitz und Anna Sophie von Alvensleben, Tochter des Gebhard Werner von Alvensleben auf Isenschnibbe und vereinbarten ein Ehegeld in Höhe von 2.000 Talern. 1650 war ihm mit dem Tod seines Vetters Georg Ludwig auch dessen Besitz zugefallen. Trotz dieses großen, z. T. ererbten Besitzes hatte Christoph Heinrich ständig mit Schulden zu kämpfen, die noch aus dem Verwüstungen des Dreißigjährigen Krieges herrührten. Am 2. März 1662 (1667?) starb er in Zeitz. Die beiden Söhne Ludwig Werner und Valtin Joachim waren beim Tod des Vaters noch minderjährig und erhielten Vormünder. Erst am 24. November 1681 erhielten sie die Belehnung mit Rheinsberg und den anderen markbrandenburgischen Familiengütern. Am 13. Februar 1683 heiratete Valtin Joachim Anna Dorothea von Krosigk aus Beesen bei Zeitz. Aber nur sechs Tage später am 19. Februar 1683 starb er ganz plötzlich, vermutlich in Rheinsberg. Ludwig Werner war unverheiratet, als er am 9. Januar 1684 in Zeitz starb. Sie waren die letzten männlichen Mitglieder des Nennhausener Astes des Geschlechts von Lochow.
Der brandenburgische Kurfürst Friedrich Wilhelm zog die Herrschaft Rheinsberg 1685 als erledigtes Lehen ein und schenkte sie dem kurfürstlich-brandenburgischen General Franz Marquis du Hamel. Der verkaufte die Herrschaft Rheinsberg für 12.400 Taler sofort weiter an Benjamin Chevenix de Beville. 1701 verkaufte Benjamin Chenenix de Beville Rheinsberg an Jeremias Hermann aus Dessau, kaufte sie aber 1715 wieder zurück. 1717 wurde Rheinsberg zur Stadt erhoben.

## Amt Rheinsberg
Vom Sohn des genannten Beville, dem Oberstleutnant Heinrich von Beville kaufte es der damalige Kronprinz Friedrich, der spätere Friedrich der Große am 12. Dezember 1733 für 75.000 Taler und machte daraus das prinzliche Amt Rheinsberg. Er erhielt aber dazu einen Zuschuss von 50.000 Talern von seinem Vater Friedrich Wilhelm I. 1734 wurde das Amtssitzvorwerk vor dem Rheinsberger Scheunentor errichtet. 1736 zog Friedrich mit seiner Frau in den Südflügel des Rheinsberger Schlosses ein. 1739 war das Schloss fertig. 1740 bestieg Friedrich als Friedrich II. den preußischen Thron, er behielt aber Rheinsberg bis 1744. Dann schenkte er es seinem Bruder Heinrich, der aber erst 1753 nach Rheinsberg übersiedelte. Prinz Heinrich starb 1802. Danach erhielt Prinz Ferdinand das Amt Rheinsberg bis zu dessen Tod 1813. Ihm folgte Prinz August, der es bis zu seinem Tod 1843 innehatte. Seit 1843 wurde das Amt Rheinsberg von der Hofkammer der Königlichen Familiengüter verwaltet.

## Zum Amt Rheinsberg gehörende Orte
Nach Bratring (1805) und dem Ortschaftsverzeichnis von 1817 mit historischen Kurzangaben aus dem Historischen Ortslexikon Teil II Ruppin.
- Berkholzofen (Berckholzgrund, Theerofen). (Wohnplatz im Ortsteil Heinrichsdorf der Stadt Rheinsberg). Schon vor 1800 war im (später so genannten) Gutsbezirk Rheinsberg ein Teerofen entstanden. 1800 gab es hier auch eine Försterei. 1929 wurde der Gutsbezirk Rheinsberg mit der Gemeinde Heinrichsdorf vereinigt.
- Boberow (Wohnplatz im Ortsteil Linow der Stadt Rheinsberg). Im Mittelalter stand hier ein Dorf, das im 14./15. Jahrhundert wüst fiel. Die Feldmark bewaldete sich völlig. Im 18. Jahrhundert gehörte es zum prinzlichen Revier Rheinsberg, später wurde daraus der Park Buberow gebildet. Um 1800 standen hier ein paar Häuser, 1860 ein Forsthaus.
- Glienicke, Kolonie und Teerbrennerhaus (heute Rheinsberg-Glienicke, ein Gemeindeteil von Gühlen-Glienicke, einem Ortsteil der Stadt Neuruppin). Das mittelalterliche Dorf Glienicke fiel im 14./15. Jahrhundert wüst. 1524 ist es jedenfalls als wüste Feldmark belegt, die im Besitz der Familie von Gladow war. 1610 kam die Hälfte der Feldmark an das Gut Lüchfeld, die andere Hälfte an die Herrschaft Rheinsberg. Auf Rheinsberg-Glienicke (Wohnplatz im Ortsteil Gühlen-Glienicke der Stadt Neuruppin) entstand um 1700 ein Teerbrennerhaus. Noch vor 1733 entstanden hier weitere Büdnerhäuser, 1775 ein Vorwerk. 1776 kam der Ort im Tausch gegen Warenthin an das Amt Zechlin, 1798 wieder zurück zur Herrschaft Rheinsberg. Noch vor 1817 wurde Rheinsberg-Glienicke wieder dem Amt Zechlin zugeordnet.
- Heinrichsdorf (Ortsteil der Stadt Rheinsberg). 1750 wurde die Kolonie Heinrichsdorf  gegründet. Schulze nimmt an, dass die Kolonie auf der Feldmark eines im Mittelalter wüst gefallenen Dorfes entstand. Im Historischen Ortslexikon ist davon nicht die Rede. Das Areal scheint zur wüsten Feldmark Köpernitz gehört zu haben.
- Heinrichsfelde (Gemeindeteil im Ortsteil Heinrichsdorf der Stadt Rheinsberg). Im letzten Drittel des 18. Jahrhunderts wurde hier eine Schäferei angelegt.
- Köpernitz (Gemeindeteil im Ortsteil Heinrichsdorf der Stadt Rheinsberg). Das mittelalterliche Dorf war im 14./15. Jahrhundert wüst gefallen. 1515 gehörte ein Viertel der wüsten Feldmark dem Kloster Lindow, ein Viertel denen von Loe und die Hälfte dem Achim von Bredow.[14] Schon 1541 kam dieser Anteil an die Herrschaft Rheinsberg. Vor dem Dreißigjährigen Krieg war auf diesem Anteil ein Vorwerk, eine Schäferei und eine Mühle entstanden. Bis Ende des 17. Jahrhunderts wurden fast alle anderen Anteile zur Herrschaft erworben.
- Möckern (Gemeindeteil im Ortsteil Linow der Stadt Rheinsberg). Im Mittelalter lag hier ein Dorf, das 1533 als wüste Feldmark bezeugt ist. 1590 wurde die Feldmark von der Schäferei des Vorwerks Linow genutzt. 1719 stand bereits ein Vorwerk der Herrschaft Rheinsberg.
- Rheinsberg, Sitz der Herrschaft Rheinsberg bzw. des Amtes Rheinsberg.
- Schlaborn (Gemeindeteil auf der Stadtgemarkung von Rheinsberg). Schlaborn war ein mittelalterliches Dorf, das im 14./15. Jahrhundert unterging. 1533 wird die wüste Feldmark genannt. 1775 wurde hier eine Schäferei angelegt. Um 1800 war das Gut in Erbzins vergeben.
- Sonnenberg (Gemeinde im Amt Gransee und Gemeinden, Landkreis Oberhavel). Schon vor 1444 gehörten große Teile des Ortes zur Herrschaft Rheinsberg. Wahrscheinlich war es im 15. Jahrhundert wüst gefallen. 1530 wird es als wüste Feldmark bezeichnet. In der 2. Hälfte des 16. Jahrhunderts wurde das Dorf wieder aufgebaut. 1615 konnte die Herrschaft einen weiteren Adelsanteil erwerben, sodass das Dorf bis auf einen Kossäten im Vollbesitz des Herrschaft war.

## Amtleute
- 1837 Amtmann Henning, Erbpächter auf dem Vorwerk Rheinsberg
- 1865 Meltzer, Rentmeister[15]

## Belege